# Ligularia purdomii
Ligularia purdomii là một loài thực vật có hoa trong họ Cúc. Loài này được (Turrill) Chitt. mô tả khoa học đầu tiên năm 1951.